# 가이땃쥐
가이땃쥐(Crocidura guy)는 땃쥐과에 속하는 땃쥐의 일종이다. 베트남 북동부 지방에서 발견되며, 특히 비엣박(Viet Bac) 지역의 카르스트 지형에서 서식한다. 학명은 미국인 동물학자 가이 무세르(Guy Musser)의 이름에서 유래했다.